# Fuentearmegil
Fuentearmegil ist eine kleine nordspanische Gemeinde (municipio) mit 150 Einwohnern (Stand: 2024) im Westen der Provinz Soria in der Autonomen Region Kastilien-León. Die Gemeinde gehört zur bevölkerungsarmen Serranía Celtibérica. Neben dem Hauptort Fuentearmegil gehören die Ortschaften Fuencaliente del Burgo, Santervás del Burgo und Zayuelas zur Gemeinde.

## Lage und Klima
Die Gemeinde Fuentearmegil liegt in ca. 985 m knapp 75 km (Fahrtstrecke) westlich von Soria. Das Klima ist gemäßigt bis warm; Regen (ca. 542 mm/Jahr) fällt überwiegend im Winterhalbjahr.

## Bevölkerungsentwicklung
| Jahr      | 1970 | 1981 | 1991 | 2001 | 2011 | 2021 |
| Einwohner | 721  | 564  | 433  | 332  | 231  | 160  |

## Sehenswürdigkeiten

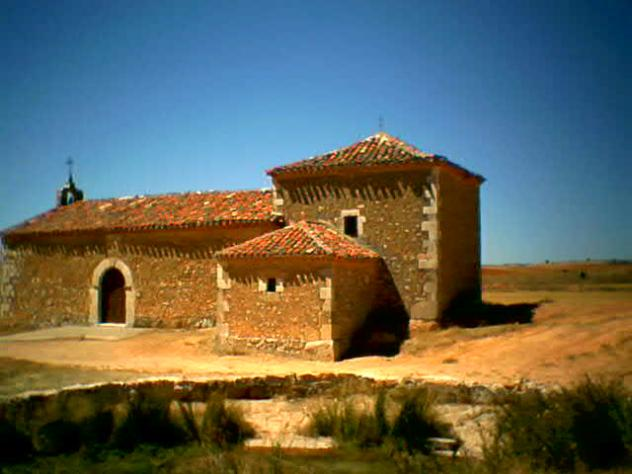
Marienkapelle

- Marienkapelle